# 约翰·赫德贝里
约翰·赫德贝里（瑞典語：Johan Hedberg，1973年5月5日—），瑞典男子冰球运动员。他曾代表瑞典参加2002年冬季奥林匹克运动会冰球比赛，获得第五名。他也曾入选1998年冬季奥林匹克运动会瑞典男子冰球队名单，但并未上场参赛。